# Gary Rockwell
Gary Rockwell es un jinete estadounidense que compitió en la modalidad de doma. Ganó una medalla de bronce en el Campeonato Mundial de Doma de 1994, en la prueba por equipos.

## Palmarés internacional
| Campeonato Mundial | Campeonato Mundial     | Campeonato Mundial | Campeonato Mundial |
| Año                | Lugar                  | Medalla            | Categoría          |
| ------------------ | ---------------------- | ------------------ | ------------------ |
| 1994               | La Haya (Países Bajos) | Medalla de bronce  | Por equipos        |